# Esqui cross-country nos Jogos Olímpicos de Inverno de 2018
As competições de esqui cross-country nos Jogos Olímpicos de Inverno de 2018 foram realizadas no Centro de Esqui Cross-Country Alpensia, em Daegwallyeong-myeon, Pyeongchang, entre 10 e 25 de fevereiro.

## Programação
A seguir está a programação da competição para os doze eventos da modalidade.
Horário local (UTC+9).
| Data            | Horário | Evento                                   |
| --------------- | ------- | ---------------------------------------- |
| 10 de fevereiro | 16:15   | 15 km skiathlon feminino                 |
| 11 de fevereiro | 15:15   | 30 km skiathlon masculino                |
| 13 de fevereiro | 17:30   | Velocidade individual clássico masculino |
| 13 de fevereiro | 20:00   | Velocidade individual clássico feminino  |
| 15 de fevereiro | 15:30   | 10 km livre feminino                     |
| 16 de fevereiro | 15:00   | 15 km livre masculino                    |
| 17 de fevereiro | 18:30   | Revezamento 4 x 5 km feminino            |
| 18 de fevereiro | 15:15   | Revezamento 4 x 10 km masculino          |
| 21 de fevereiro | 17:00   | Velocidade equipes livre masculino       |
| 21 de fevereiro | 19:00   | Velocidade equipes livre feminino        |
| 24 de fevereiro | 14:00   | 50 km clássico masculino                 |
| 25 de fevereiro | 15:15   | 30 km clássico feminino                  |

## Medalhistas
Masculino
| Evento                          | Ouro                                                                                          | Prata                                                                                             | Bronze                                                                              |
| ------------------------------- | --------------------------------------------------------------------------------------------- | ------------------------------------------------------------------------------------------------- | ----------------------------------------------------------------------------------- |
| 15 km livre detalhes            | Dario Cologna SUI Suíça                                                                       | Simen Hegstad Krüger NOR Noruega                                                                  | Denis Spitsov OAR Atletas Olímpicos da Rússia                                       |
| 30 km skiathlon detalhes        | Simen Hegstad Krüger NOR Noruega                                                              | Martin Johnsrud Sundby NOR Noruega                                                                | Hans Christer Holund NOR Noruega                                                    |
| 50 km clássico detalhes         | Iivo Niskanen FIN Finlândia                                                                   | Aleksandr Bolshunov OAR Atletas Olímpicos da Rússia                                               | Andrey Larkov OAR Atletas Olímpicos da Rússia                                       |
| Revezamento 4 x 10 km detalhes  | Didrik Tønseth Martin Johnsrud Sundby Simen Hegstad Krüger Johannes Høsflot Klæbo NOR Noruega | Andrey Larkov Alexander Bolshunov Alexey Chervotkin Denis Spitsov OAR Atletas Olímpicos da Rússia | Jean-Marc Gaillard Maurice Manificat Clément Parisse Adrien Backscheider FRA França |
| Velocidade individual detalhes  | Johannes Høsflot Klæbo NOR Noruega                                                            | Federico Pellegrino ITA Itália                                                                    | Alexander Bolshunov OAR Atletas Olímpicos da Rússia                                 |
| Velocidade por equipes detalhes | Martin Johnsrud Sundby Johannes Høsflot Klæbo NOR Noruega                                     | Denis Spitsov Aleksandr Bolshunov OAR Atletas Olímpicos da Rússia                                 | Maurice Manificat Richard Jouve FRA França                                          |

Feminino
| Evento                          | Ouro                                                                                        | Prata                                                             | Bronze                                                                                                |
| ------------------------------- | ------------------------------------------------------------------------------------------- | ----------------------------------------------------------------- | --- |
| 10 km livre detalhes            | Ragnhild Haga NOR Noruega                                                                   | Charlotte Kalla SWE Suécia                                        | Marit Bjørgen NOR Noruega Krista Pärmäkoski FIN Finlândia                                             |
| 15 km skiathlon detalhes        | Charlotte Kalla SWE Suécia                                                                  | Marit Bjørgen NOR Noruega                                         | Krista Pärmäkoski FIN Finlândia                                                                       |
| 30 km clássico detalhes         | Marit Bjørgen NOR Noruega                                                                   | Krista Pärmäkoski FIN Finlândia                                   | Stina Nilsson SWE Suécia                                                                              |
| Revezamento 4 x 5 km detalhes   | Ingvild Flugstad Østberg Astrid Uhrenholdt Jacobsen Ragnhild Haga Marit Bjørgen NOR Noruega | Anna Haag Charlotte Kalla Ebba Andersson Stina Nilsson SWE Suécia | Natalia Nepryaeva Yulia Belorukova Anastasia Sedova Anna Nechaevskaya OAR Atletas Olímpicos da Rússia |
| Velocidade individual detalhes  | Stina Nilsson SWE Suécia                                                                    | Maiken Caspersen Falla NOR Noruega                                | Yulia Belorukova OAR Atletas Olímpicos da Rússia                                                      |
| Velocidade por equipes detalhes | Kikkan Randall Jessica Diggins USA Estados Unidos                                           | Charlotte Kalla Stina Nilsson SWE Suécia                          | Marit Bjørgen Maiken Caspersen Falla NOR Noruega                                                      |

## Quadro de medalhas
| Ordem | País                            | Medalha de ouro | Medalha de prata | Medalha de bronze |    | Ordem por total |
| ----- | ------------------------------- | --------------- | ---------------- | ----------------- | -- | --------------- |
| 1     | NOR Noruega                     | 7               | 4                | 3                 | 14 | 1               |
| 2     | SWE Suécia                      | 2               | 3                | 1                 | 6  | 3               |
| 3     | FIN Finlândia                   | 1               | 1                | 2                 | 4  | 4               |
| 4     | USA Estados Unidos              | 1               |                  |                   | 1  | 6               |
|       | SUI Suíça                       | 1               |                  |                   | 1  | 6               |
| 6     | OAR Atletas Olímpicos da Rússia |                 | 3                | 5                 | 8  | 2               |
| 7     | ITA Itália                      |                 | 1                |                   | 1  | 6               |
| 8     | FRA França                      |                 |                  | 2                 | 2  | 5               |
| TOTAL | TOTAL                           | 12              | 12               | 13                | 37 | —               |